# Коаліція Росія — Сирія — Іран — Ірак
Коаліція Росія - Сирія - Іран - Ірак ( коаліція РСІІ ), яку також називають 4 + 1 (в якій "плюс один" відноситься до Ліванської "Хезболли ")  - це спільна співпраця в обміні розвідкою між опонентами Ісламська держава Іраку та Леванту (ІДІЛ)  з операційними кімнатами в сирійському Дамаску та зеленій зоні Іраку в Багдаді .   Вона утворився як наслідок угоди, досягнутої наприкінці вересня 2015 року між Росією, Ісламською Республікою Іран, Іраком та Сирійською Арабською Республікою про "допомогу та співпрацю в зборі інформації про терористичну групу Даеш" (ISIL) із метою боротьби з наступом групи, згідно із заявою Іракського командування спільних операцій.    У заяві також наводиться "зростаюча стурбованість з боку Росії з приводу тисяч російських терористів, які вчинили злочинні дії в рамках ISIS".  
У жовтні 2015 року було висловлено припущення, що коаліція Росія - Сирія - Іран - Ірак, можливо, була розроблена під час візиту Кассема Солеймані, командувача Іранських сил Quds, до Москви в липні 2015 року.     У перші дні операції російські ВПС були підтримані сирійськими збройними силами, ісламським революційним корпусом гвардії та союзними ополченнями.  США, разом зі своїми союзниками по НАТО та арабським країнам, критикували цю коаліцію; Більшість авіаударів протягом першого тижня кампанії, за їхніми словами, вразили райони, які утримували повстанські угруповання, які протистояли як сирійському уряду, так і ІДІЛ. 

## Дивись також
- Зарубіжна участь у сирійській громадянській війні
- Відносини Саудівської Аравії та США
- Відносини Ізраїль - США
- Відносини Ізраїль - Саудівська Аравія
- Вісь опору

## зовнішні посилання
- http://rbth.com/news/2016/08/20/iran-offer-its-base-to-russia-in-cooperation-against-isis-minister_622719 [Архівовано 23 Вересня 2020 у Wayback Machine.]